# Machico
Machico là một huyện thuộc Vùng tự trị Madeira, Bồ Đào Nha. Huyện này có diện tích 68 km², dân số thời điểm năm 2001 là 21747 người.